# 華沙公路
華沙公路（俄语：Варша́вское шоссе́）是俄羅斯首都莫斯科的一條街道。呈南北走向，南接M2公路（與莫斯科環城公路相交），北接大圖拉大街。長19.4公里。